# Affléville
Affléville – miejscowość i gmina we Francji, w regionie Grand Est, w departamencie Meurthe i Mozela.
Według danych na rok 1990 gminę zamieszkiwało 185 osób, a gęstość zaludnienia wynosiła 20 osób/km² (wśród 2335 gmin Lotaryngii Affléville plasuje się na 860. miejscu pod względem liczby ludności, natomiast pod względem powierzchni na miejscu 649.).